# Montealegre de Campos
Montealegre de Campos är en kommun i Spanien.   Den ligger i provinsen Provincia de Valladolid och regionen Kastilien och Leon, i den centrala delen av landet, 190 km nordväst om huvudstaden Madrid. Antalet invånare är 126. Arean är 34 kvadratkilometer.
Terrängen i Montealegre de Campos är platt.